# Convención Bautista Nigeriana
La Convención Bautista Nigeriana (en inglés: Nigerian Baptist Convention) es una asociación cristiana evangélica de iglesias bautistas que tiene su sede en Ibadán, Nigeria. Ella está afiliada a la Alianza Bautista Mundial.

## Historia
La Convención tiene sus orígenes en una misión americana de la Junta de Misiones Internacionales en 1850. Fue fundada oficialmente en 1914. Según un censo de la asociación, en 2023 dijo que tenía 14,523 iglesias y 8,925,000 miembros.

## Escuelas

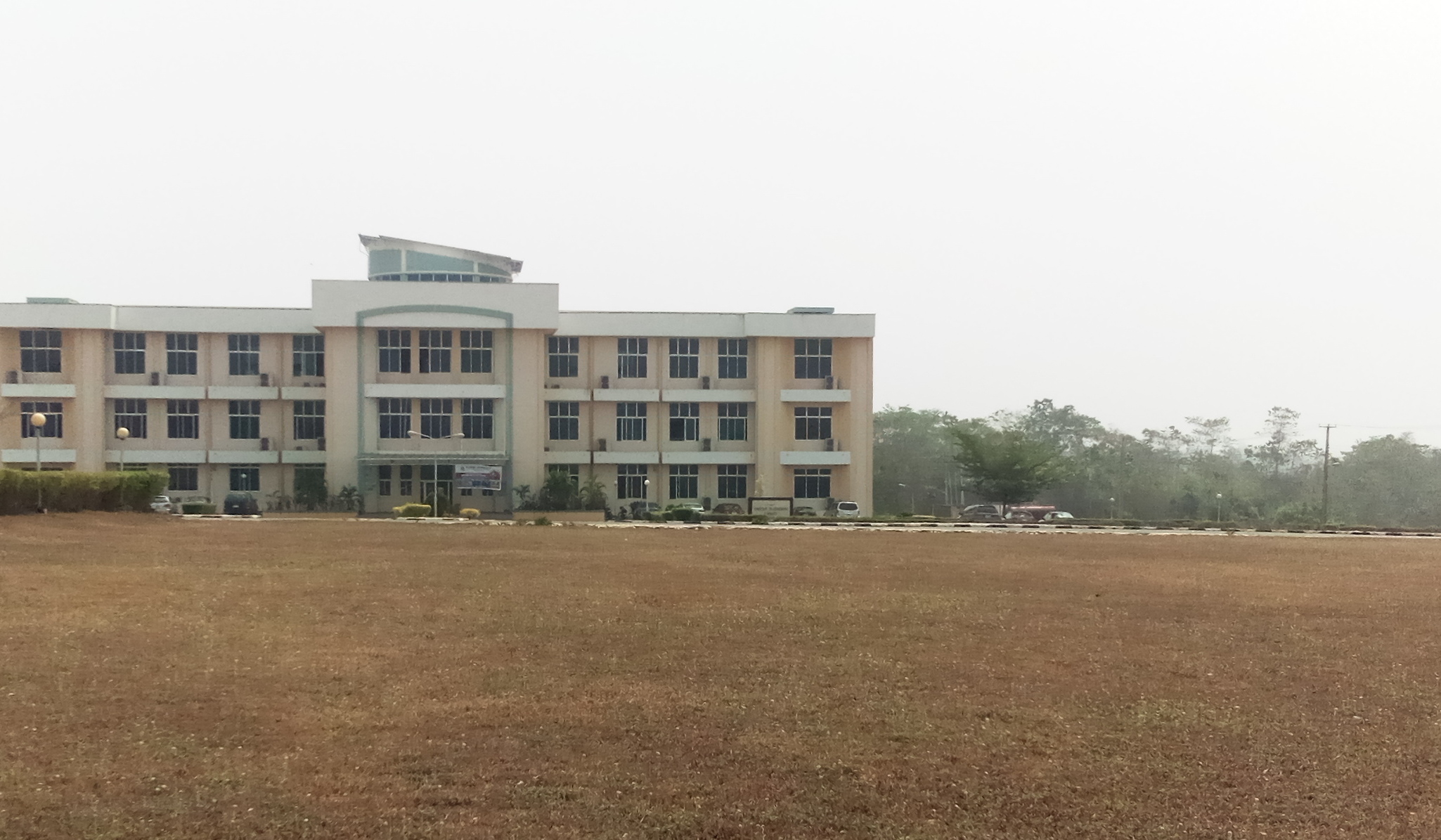
Biblioteca Timothy Olagbenro, Universidad Bowen en Iwo.

La Convención tiene 15 escuelas primarias y secundarias afiliadas, reunidas en el Directorate of Baptist Mission Schools.
También fundó la Universidad Bowen en Iwo en 2001.
La convención cuenta con 9 institutos teológicos, incluido el Seminario teológico bautista nigeriano en Ogbomoso fundado en 1898.